# Статический преобразователь
Статический преобразователь — устройство, предназначенное для преобразования рода тока, напряжения и частоты в силовых, вспомогательных и низковольтных цепях управления и защиты на электроподвижном составе и тяговых подстанциях, в устройствах связи и СЦБ, в депо и т.д. В отличие от умформера, статический преобразователь не содержит подвижных частей, состоит из трансформатора (на переменном токе), управляемых и неуправляемых вентилей, аппаратуры управления, охлаждения, защиты и сигнализации.
Другое его название - инвертор

## Принцип работы
Принцип работы большинства современных инверторов, преобразующих низкое постоянное напряжение в переменное частотой 50 Гц или иной, заключается в следующем: постоянное напряжение (обычно 12, 24 или 48 В) преобразуется электронной схемой на МОП-транзисторах (полевых транзисторах с изолированным затвором) в высокочастотное переменное частотой от 20 кГц до 100 кГц, которое подается на первичную обмотку высокочастотного трансформатора.

### Классификация преобразователей
По виду применяемых вентилей статические преобразователи подразделяют на ионные (газотронные, ртутные) и полупроводниковые (кремниевые, селеновые, германиевые и др.); по типу вентилей — на диодные, тиристорные и диодно-тиристорные, с 1990-х годов получают распространение транзисторные преобразователи. На тяговых преобразователях подвижного состава в настоящее время применяются запираемые тиристоры GTO и транзисторы IGBT в зависимости от мощности привода.
По выполняемым функциям выделяют выпрямительные преобразователи, инверторные и выпрямительно-инверторные преобразователи; по способу регулирования напряжения — на импульсные (постоянного тока), импульсно-фазовые, зонно-фазовые, частотные, частотно-импульсные, широтно-импульсные и др.
Статические преобразователи могут быть зависимыми от питающего напряжения (для ЭПС переменного тока) и независимыми (для ЭПС постоянного тока); выполняются с охлаждением естественным и принудительным, воздушным и жидкостным (масляным), а также термосифонным.
Конструктивно статические преобразователи могут быть стационарными и передвижными, на подвижном составе — внутрикузовными (внутривагонными) и подвагонными.